# Maytenus novogranatensis
Maytenus novogranatensis är en benvedsväxtart som beskrevs av José Cuatrecasas. Maytenus novogranatensis ingår i släktet Maytenus och familjen Celastraceae. Inga underarter finns listade.